# Imaginations Through the Looking Glass
Imaginations Through the Looking Glass (срп. Имагинације кроз гледајуће стакло) је први DVD немачког пауер метал бенда Блајнд гардијан. Насловницу насликао руски уметник Лео Хао.
Бенд је имао жељу за објављивањем DVD-а још од ране 1998. године, али услед високих захтева и очекивања чланова бенда, ниједан постојећи фестивал није био одговарајући за снимање, због тога је бенд одлучио да организује свој фестивал у матичној Немачкој. У граду Кобургу је одржан први Блајнд гардијан Фестивал који је трајао 16-17. јуна 2003. године, обе вечери је главни наступ имао Блајнд гардијан. Цео концерт је снимљен професиониалном и висококвалитетном опремом и касније објављен 14. јуна 2004. на DVD-у под називом Imaginations Through the Looking Glass.
Сет-листа је припремљена делом на основу анкете спроведене на вебсајту бенда (која је прилагођена времену које је бенд имао на располагању) што је довело до сетлисте са разним класицима као што су "The Bard’s Song (in the Forest)" али и до појављивања неких песама које су ретко извођене од стране бенда као што је "Somewhere Far Beyond".

## Песме

### Диск 1
1. War of Wrath
2. Time Stands Still
3. Banish from Sanctuary
4. Nightfall
5. The Script for My Requiem
6. Valhalla
7. A Past and Future Secret
8. Punishment Divine
9. Mordred's Song
10. The Last Candle
11. Bright Eyes
12. Lord of the Rings
13. I'm Alive
14. Another Holy War
15. And Then There Was Silence
16. Somewhere Far Beyond
17. The Bard's Song (In the Forest)
18. Imaginations from the Other Side
19. And the Story Ends
20. Mirror Mirror

### Диск 2
1. Interview with Blind Guardian
2. Slideshow
3. The Making of The B.G. Festival Coburg 2003
4. Bonus Songs:
  - Majesty
  - Into the Storm
  - Welcome to Dying
  - Lost in the Twilight Hall

## Састав
- Ханси Кирш - вокал
- Андре Олбрих - гитаре
- Маркус Зипен - гитаре
- Томен Штаух - бубњеви
- Оливер Холцварт - бас-гитара (гост на турнеји)
- Михаел Шурен - клавијатура (гост на турнеји)